# Ikarus 280
Der Ikarus 280 (Ikarus kettő-nyolcvan anhörenⓘ) ist ein Autobus für den Stadtlinienverkehr des ungarischen Herstellers Ikarus. Er wurde von 1973 bis 1998 gebaut.

## Technische Beschreibung

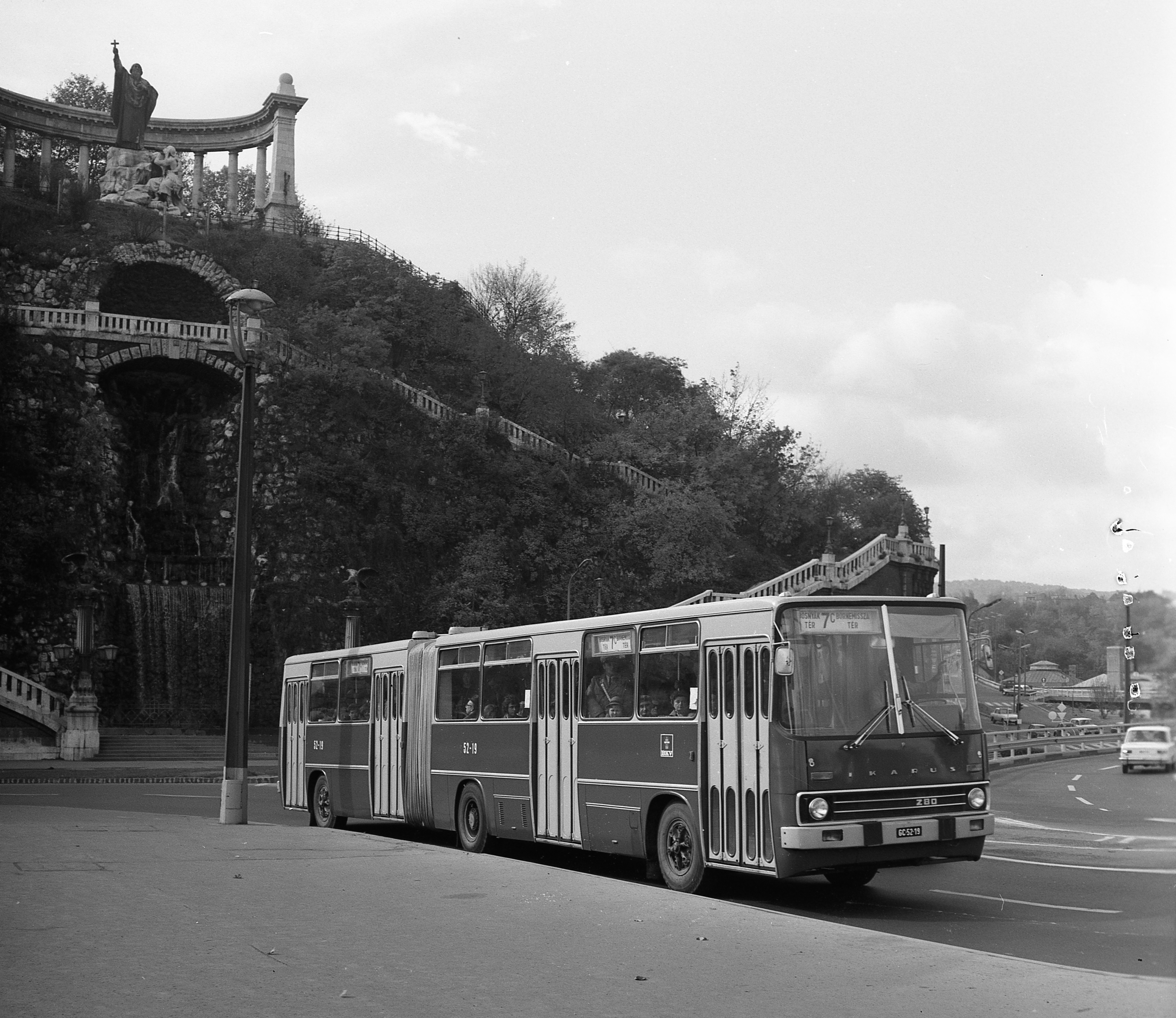
Ikarus 280 früher Ausführung am Westufer der Erzsébet híd in Budapest, 1975

Der Ikarus 280 ist ein dreiachsiger Zuggelenkbus und daher in Hochflurbauweise ausgeführt. Die Konstruktion ist semiselbsttragend, das heißt, auf die Bodengruppe ist ein selbsttragender Aufbau gesetzt. Der Bus hat rundherum Starrachsen, die an Luftfedern aufgehängt sind. Die mittlere Achse ist eine Außenplanetenachse. Je Rad hat der Ikarus 280 einen Teleskopstoßdämpfer. Die Lenkung ist hydraulisch unterstützt, die Vorderachse wird aktiv gelenkt, die Hinterachse ist passiv mitlenkend. Insgesamt hat der Bus drei Bremsanlagen: Eine pneumatische Bremsanlage, die auf Bremstrommeln an allen sechs Rädern wirkt, eine Federspeicherfeststellbremse und eine Auspuffklappenbremse.
Angetrieben wird der Ikarus 280 von einem freisaugenden MAN-Dieselmotor der Type D 2156 mit Direkteinspritzung und Reiheneinspritzpumpe, der in Lizenz von Rába hergestellt wurde. Er hat einen Hubraum von 10.350 cm3 und leistet 192 PS (141 kW) bei 2100 min−1, sein maximales Drehmoment beträgt 71 kp·m (696 N·m) bei 1300 min−1. Der Motor ist unterflur vor der mittleren Achse eingebaut, sein Drehmoment wird über eine Einscheibentrockenkupplung auf ein manuell zu schaltendes Synchrongetriebe mit 5+1 oder 6+1 Gängen und von dort auf die mittlere Achse übertragen. Die maximal zulässige Höchstgeschwindigkeit ist mit 70 km/h angegeben.

## Oberleitungsbus

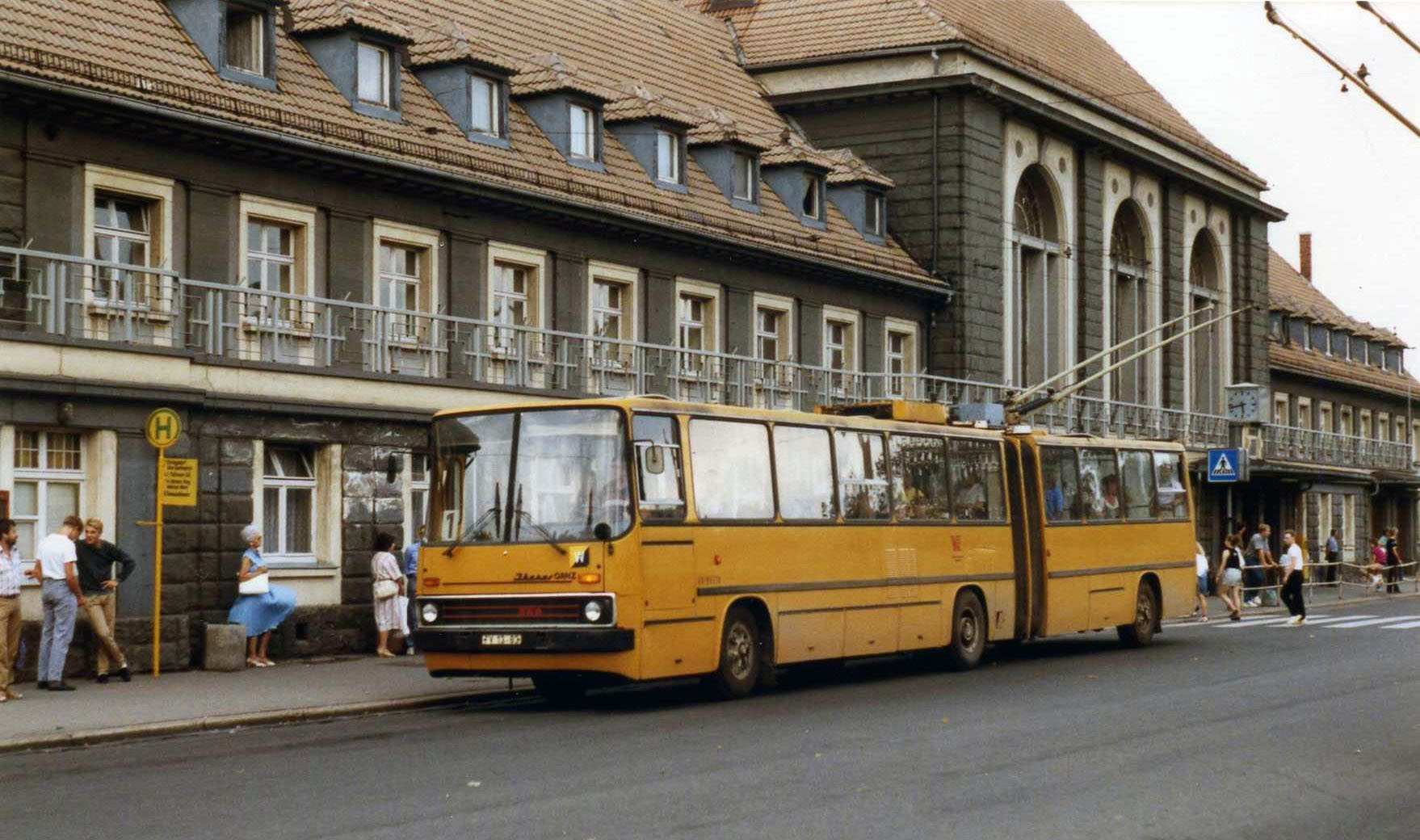
Ikarus 280 als O-Bus in Weimar (1989)

Unter der Typenbezeichnung Ikarus 280.93 stellte Ikarus eine Variante für Oberleitungsbusbetriebe her. Die elektrische Ausrüstung kam von Ganz.

## Weitere Varianten
Für den US-amerikanischen Markt wurde mit den Crown-Ikarus 286 eine für den dortigen Markt angepasste Variante im Rahmen eines Joint-Ventures mit den US-amerikanischen Bushersteller Crown Coach Corporation von 1980 bis 1986 hergestellt. Die Herstellung fand zum Großteil im Ikarus-Werk in Budapest statt, während die Endmontage im Werk der Crown Coach Corporation in Los Angeles durchgeführt wurde, welches auch den Vertrieb durchführte. Als Antrieb wurde ein Cummins-Motor eingesetzt. Insgesamt wurden 243 Fahrzeuge für insgesamt neun Verkehrsunternehmen hergestellt. Die Herstellung einer Variante für Oberleitungsbusbetriebe war geplant und zwischen 1981 und 1982 wurde deswegen zu Vorführzwecken probeweise ein Ikarus 280T in Mexiko-Stadt, San Francisco und Seattle eingesetzt, allerdings folgten daraus keine Bestellungen, weswegen kein Oberleitungsbus gebaut wurde.
Für den kanadischen Markt wurde zwischen 1985 und 1989 im Rahmen eines Joint-Ventures mit dem kanadischen Bushersteller Ontario Bus Industries mit den Orion-Ikarus 286 eine für den kanadischen Markt angepasste Variante hergestellt. Die Herstellung fand im Ikarus-Werk in Budapest und die Endmontage im Orion-Werk in Mississauga statt, während für den Antrieb Cummins-Motoren eingesetzt wurden. Es wurden inklusive des 1984 hergestellten Prototyps 280 Fahrzeuge hergestellt, wovon 189 Fahrzeuge an die OC Transpo und 90 Fahrzeuge an die TTC ausgeliefert wurden, die später 25 Fahrzeuge nach Ottawa verkauften. Der Prototyp wurde zunächst ab 1985 nach Windsor verkauft, wo es für Fahrten durch den Detroit-Windsor-Tunnel eingesetzt wurde. 1988 wurde es nach St. Catherines und nach einiger Zeit als Ersatzteilspender weiter nach Ottawa verkauft.

## Der Ikarus 280 in Deutschland

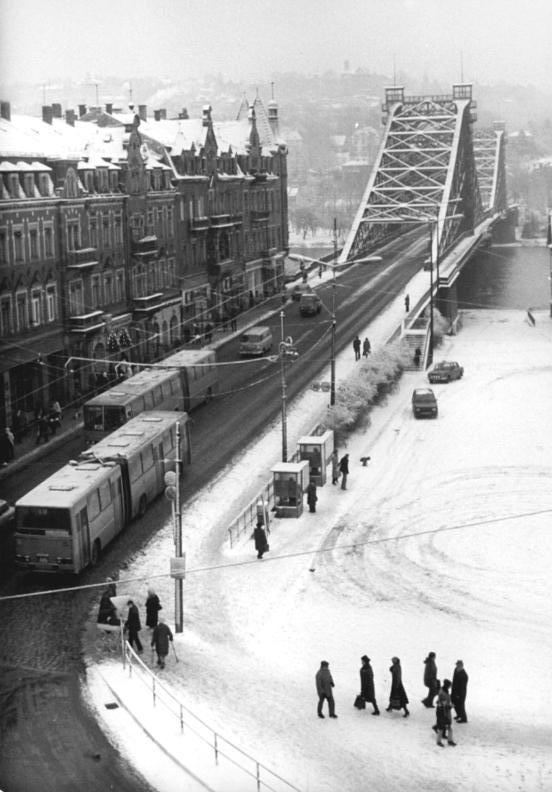
Ikarus 280 in Dresden am Blauen Wunder, 1981

Von der DDR wurde der Ikarus 280 umfangreich importiert und entwickelte sich zum Standard-Gelenkbus der Verkehrsbetriebe. 1990 wurde der Import gestoppt und es erfolgte schrittweise die Ausmusterung. In bestimmten Fällen wurde der Ikarus 280 noch längere Zeit eingesetzt, weil er im Unterschied zu den damals produzierten Niederflurbussen vier statt drei Einstiege und nur drei Sitzplätze nebeneinander hatte, was günstige Verhältnisse bei hohem Fahrgastaufkommen bot. Zudem kam der Ikarus mit schlechten Straßen und mit Schneeglätte an Steigungen vergleichsweise gut zurecht. Voll beladene Niederflurbusse setzten auf schlechten Straßen dagegen unsanft auf und kamen bei Schneeglätte mit ihrem Hinterachsantrieb (Schubgelenkbusse) schneller an ihre Grenzen. So wurden beispielsweise von den Dresdner Verkehrsbetrieben die letzten im Dienst befindlichen Ikarus 280 vorwiegend auf der Linie 61 eingesetzt, die einerseits ein besonders hohes Fahrgastaufkommen zu bewältigen hatte und andererseits mit der Dresdner Grundstraße eine Bergfahrt mit damals schlechtem Fahrbahnzustand enthielt. Nach der umfassenden Sanierung der Fahrbahn wurden die Ikarus 280 im Jahr 1998 ausgemustert, einige wenige Fahrzeuge wurden noch bis 2001 im Schienenersatzverkehr und zur Kompensation von Lastspitzen eingesetzt. Die bundesweit letzten Ikarus 280 im Liniendienst liefen noch bis 2010 bei der KVG in Zittau.